# Les 4400
Pour le reboot, voir 4400.
 (janvier 2022).
Si vous disposez d'ouvrages ou d'articles de référence ou si vous connaissez des sites web de qualité traitant du thème abordé ici, merci de compléter l'article en donnant les références utiles à sa vérifiabilité et en les liant à la section « Notes et références ».
Les 4400 (The 4400) est une série télévisée américaine en 45 épisodes de 42 minutes créée par Scott Peters, produite par American Zoetrope (propriété de Francis Ford Coppola) et diffusée entre le 11 juillet 2004 et le 16 septembre 2007 sur USA Network.
Au Québec, la série a été diffusée à partir du 27 décembre 2004 sur Mystère[réf. à confirmer], et rediffusée en clair à partir du 5 mai 2007 sur le réseau TVA ; en Suisse, à partir du 13 janvier 2005 sur TSR1 ; en France, à partir du 2 février 2005 sur M6 et rediffusée à partir du 7 novembre 2006 sur W9 et TF6 ; et en Belgique, à partir du 6 février 2006 sur RTL-TVI et rediffusée à partir du 3 décembre 2007 sur Be Séries.
La série connait un remake, 4400, qui ne connait qu'une seule saison, diffusée en 2021.

## Synopsis
4 400 personnes portées disparues durant le XXe siècle, parfois depuis plus de 60 ans, réapparaissent en un même lieu : Seattle (dans l'État de Washington, sur la côte ouest des États-Unis), à la suite du passage d'un mystérieux astéroïde.
Pour chacune d'elles, le temps s'est arrêté, mais elles vont reprendre leur place dans le monde. Personne ne sait ce qu'il s'est passé, ni ce qui leur est arrivé. Des équipes du NTAC (National Threat Assessment Center) vont enquêter pour chercher à découvrir la vérité.
Un des enquêteurs, Tom Baldwin, en fait une affaire personnelle : son fils et son neveu étaient ensemble lorsque, dans des conditions inconnues, son neveu a disparu et son fils a été plongé dans un long coma. Il espère que le retour de son neveu avec les 4 400 lui apportera des réponses.
Le NTAC va vite se rendre compte que certains des 4 400 développent des capacités paranormales, grâce à un neurotransmetteur qu'ils possèdent tous : la promicine.

## Distribution

### Acteurs principaux
- Joel Gretsch (VF : Arnaud Arbessier) : Tom Baldwin
- Jacqueline McKenzie (VF : Dominique Westberg) : Diana Skouris
- Mahershala Ali (VF : Gilles Morvan) : Richard Tyler
- Patrick Flueger (VF : Sébastien Desjours) : Shawn Farrell
- Chilton Crane : Susan Farrell
- Peter Coyote (VF : Hervé Bellon) : Dennis Ryland (principal saison 1, récurrent en saisons 2 et 3)
- Chad Faust (VF : Maël Davan-Soulas) : Kyle Baldwin (principal saisons 1, 2 et 4, invité en saison 3)
- Kavan Smith : Jed Garrity
- Conchita Campbell (VF : Clara Paume) : Maia Rutledge
- Billy Campbell (VF : Emmanuel Jacomy) : Jordan Collier
- Laura Allen (VF : Marie-Laure Dougnac) : Lily Moore-Tyler (principale saisons 1 et 2, invitée saisons 3 et 4)
- Karina Lombard (VF : Clara Borras) : Alana Mareva (récurrente en saisons 2 et 3)
- Jordan Lasorsa-Simon : Isabelle Tyler (saison 2)
- Megalyn Echikunwoke (VF : Ariane Aggiage) : Isabelle Tyler (à partir de la saison 3)
- Samantha Ferris (VF : Josiane Pinson) : Nina Jarvis (à partir de la saison 2)
- Jenni Baird (VF : Josy Bernard) : Meghan Doyle (à partir de la saison 4)

### Acteurs secondaires
- Kaj-Erik Eriksen (VF : Donald Reignoux) : Danny Farrell (principal saison 1, récurrent saisons 2 et 3, invité saison 4)
- Brooke Nevin (VF : Adeline Moreau) : Nikki Hudson (principale saison 1, invitée en saisons 2 et 3)
- Summer Glau (VF : Léa Gabriele) : Tess Doerner (principale saisons 2 et 3, invitée saison 4)
- Jeffrey Combs (VF : Vincent Violette) : Kevin Burkhoff (principal saison 2, récurrent saisons 3 et 4)
- Richard Kahan (en) (VF : Jérôme Pauwels) : Marco Pacella
- Sean Devine : PJ (saison 2 : épisodes 1, 7 et 10, saison 4 : épisodes 1, 3, 5, 6 et 8)
- Graeme Duffy : Brady Wingate (saison 2 : épisodes 1 et 10 ; saison 4 : épisodes 1, 3, 5, 6, 8, 11 et 13)
- Garret Dillahunt (VF : Vincent Ropion) : Matthew Ross
- Lori Triolo : Linda Baldwin (saisons 1 et 2)
- Natasha Gregson Wagner (VF : Laurence Dourlens) : April Skouris (saison 2)
- Sharif Atkins (VF : Lionel Melet) : Gary Navarro
- Lee Tergesen (VF : Pierre Laurent) : Oliver Knox
- Jody Thompson (VF : Julie Turin) : Devon Moore
- Trisin Leffler : Cassie Dunleavy (saison 4)

 Source et légende : version française (VF) sur RS Doublage

## Production
En décembre 2003, USA Network commande directement six épisodes. La distribution principale est dévoilée à la mi-mars 2004, et le tournage débute le mois suivant.
Le 20 octobre 2004, USA Network renouvelle la série pour une deuxième saison de treize épisodes.
Le 19 décembre 2007, la série est annulée.

## Épisodes

### Première saison (2004)
1. Tout commence par le passé - 1re partie (Pilot - Part 1)
2. Incontrôlable - 2e partie (Pilot - Part 2)
3. Surhumain (The New & Improved Carl Morrissey)
4. Modus operandi (Becoming)
5. Persécutions (Trial By Fire)
6. Ici commence l'obscurité (White Light)

### Deuxième saison (2005)
Elle a été diffusée à partir du 5 juin 2005.
1. L'Heure du réveil - 1re partie (Wake-Up Call - Part 1)
2. L'Heure du réveil - 2e partie (Wake-Up Call - Part 2)
3. Les Voix de Gary (Voices Carry)
4. Le Poids du monde (Weight of the World)
5. Génération perdue (Suffer the Children)
6. Face au destin (As Fate Would Have It)
7. Une vie meilleure (Life Interrupted)
8. La Cavalière de l'apocalypse (Carrier)
9. Les Cicatrices du passé (Rebirth)
10. Fausse piste (Hidden)
11. Sang froid (Lockdown)
12. La Cinquième page - 1re partie (Contamination)
13. Rien n'est encore fini - 2e partie (Mommy’s Bosses)

### Troisième saison (2006)
Elle a été diffusée à partir du 5 juin 2005.
1. Une nouvelle ère - 1re partie (The New World - Part 1)
2. Une nouvelle ère - 2e partie (The New World - Part 2)
3. Copie presque conforme (Being Tom Baldwin)
4. Disparus - 1re partie (Gone - Part 1)
5. Disparus - 2e partie (Gone - Part 2)
6. L'Ange de la mort / Réminiscences (Graduation Day)
7. Les Fugitifs / Trahison (The Home Front)
8. Blink (Blink)
9. L'Expérience interdite / Mutation (The Ballad of Kevin and Tess)
10. Unité d'élite / Prémonitions (The Starzl Mutation)
11. Résurrection (The Gospel According to Collier)
12. La Guerre du futur… - 1re partie (Terrible Swift Sword)
13. …Sera menée dans le passé - 2e partie (Fifty-Fifty)

### Quatrième saison (2007)
Elle a été diffusée à partir du 5 juin 2005.
1. Le Messie (The Wrath of Graham)
2. La Peur au ventre (Fear Itself)
3. Audrey Parker (Audrey Parker Has Come and Gone)
4. Danser avec le diable (The Truth and Nothing But the Truth)
5. Une question de choix (Try the Pie)
6. Les Marqués (The Marked)
7. La cité promise (Till We Have Built Jerusalem)
8. Piégés (No Exit)
9. Retomber en enfance (Daddy's Little Girl)
10. Un des nôtres (One of Us)
11. Combattre le destin (Ghost in the Machine)
12. Je est un autre (Tiny Machines)
13. L'Aube d'un nouveau monde (The Great Leap Forward)

## Lieux de tournage
L'action des 4 400 se situe à Seattle, mais a été tournée à Vancouver, en Colombie-Britannique.
Toutes les voitures ont de fausses plaques d'immatriculation de l'État de Washington. Le Centre des 4 400 est en réalité le Chan Centre des arts scéniques de l'université de la Colombie-Britannique.

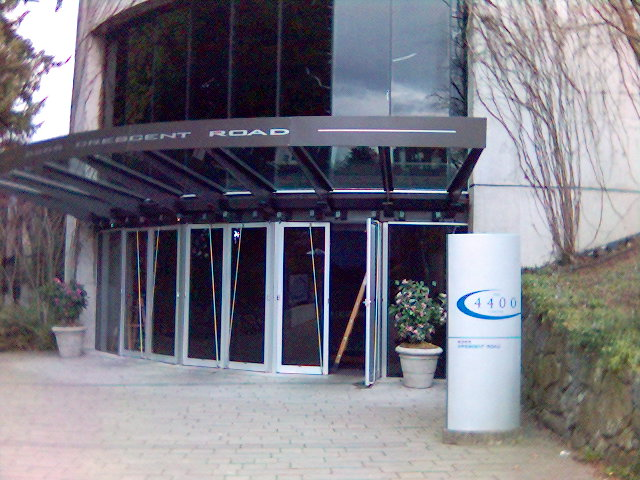
Le Centre Chan (Le centre des 4 400)
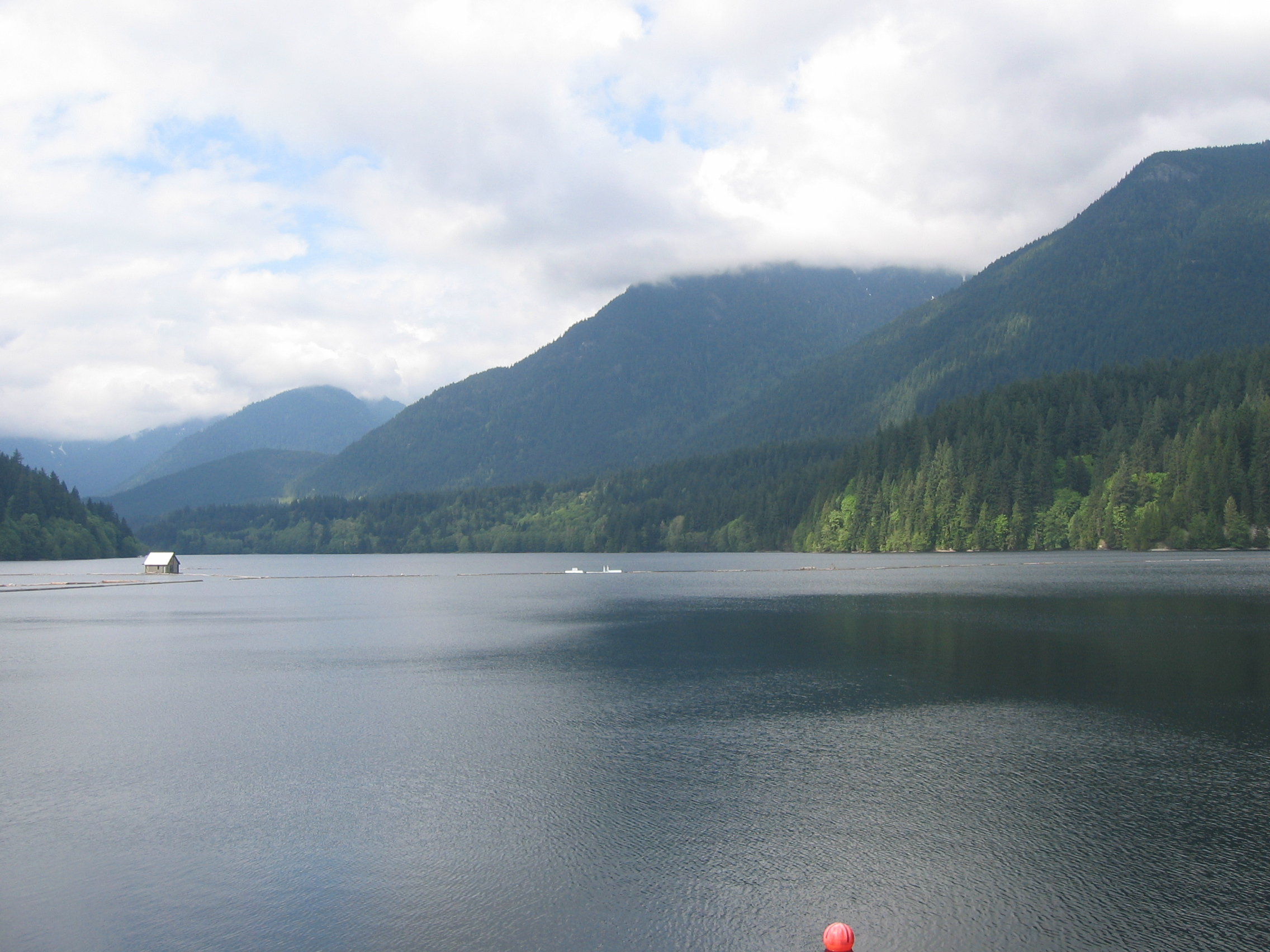
Le Lac Capilano (Highland Beach)
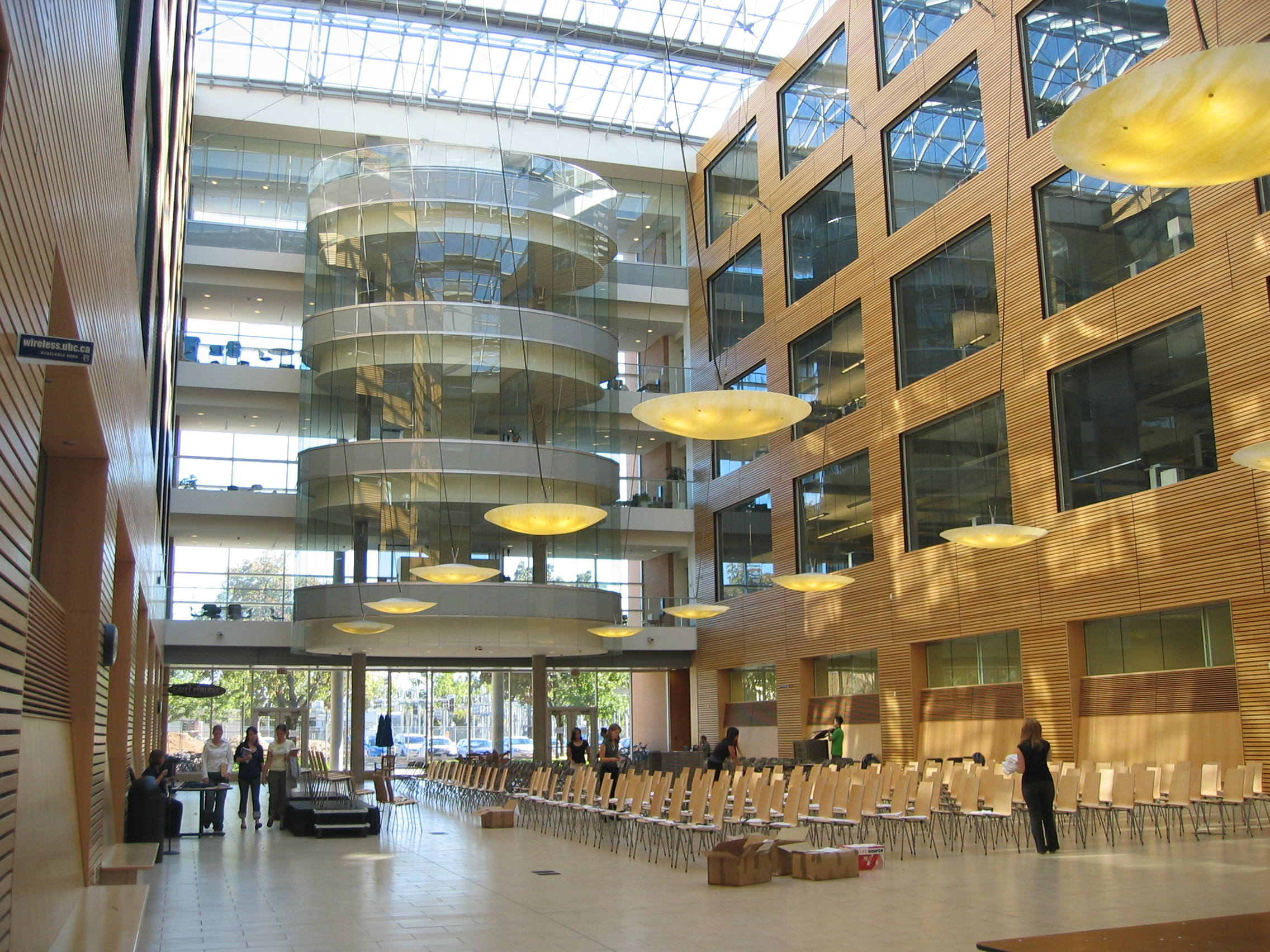
Université de Colombie Britannique (Haspel Corporation)
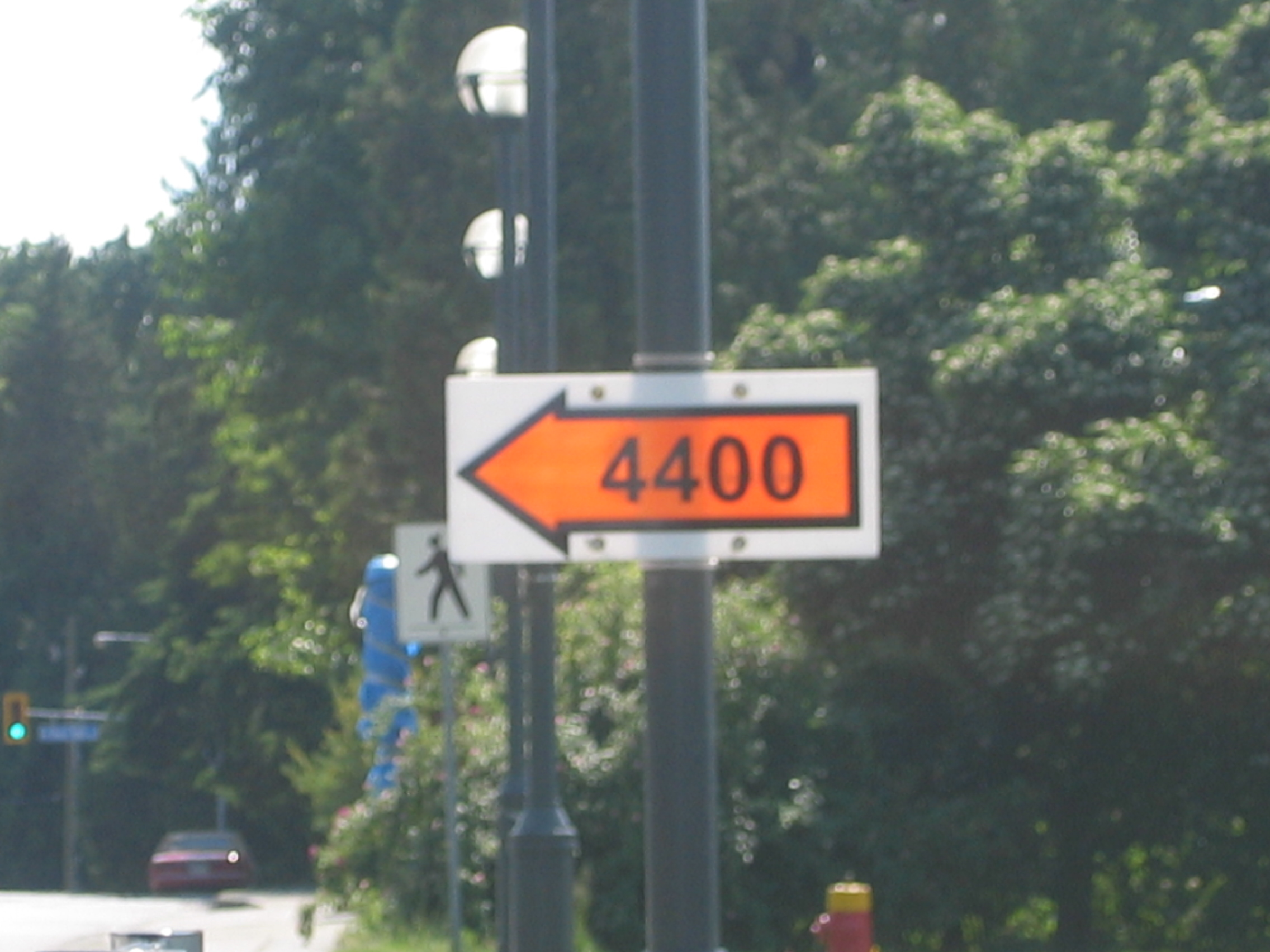
Panneau de signalisation

## Actions pour prolonger la série
Le 18 décembre 2007, Scott Peters a annoncé que la série s'arrêtait et qu'il n'y aurait pas de cinquième saison. À la suite de cette annonce, plusieurs fans ont créé un mouvement de protestation international.
Le 20 décembre 2007, les fans s'organisent dans un mouvement de protestation international pour s'opposer à l'abandon de la série par USA Network. Ils lancent de nombreuses pétitions sur internet. La plus importante est traduite en plus de 20 langues. Le 17 janvier 2008, le site Giant Seeds a créé une page spécialement pour les fans, toutes les revendications seront expédiées simultanément le 28 janvier pour arriver le 1er février à USA Network. Le 1er février 2008 a été choisi pour que les fans du monde entier écrivent au siège d'USA Network afin d'obtenir une conclusion digne de ce nom et les réponses à toutes les questions restées en suspens dans, pour le moins, une ultime saison.
Ces courriers sont accompagnés de graines de tournesol, en référence aux friandises préférées du docteur Kevin Burhkoff (personnage clé de la série, créateur de la promicine synthétique), suivant le modèle d'une opération qui avait sauvé la série Jericho, également abandonnée prématurément.
Vu le succès de l'opération du 1er février (26 000 signatures de protestation et au moins 8 500 sachets de graines et diffusion de l'information par The New York Times, CNN et d'autres grands média), les fans ont relancé une offensive le 20 février pour continuer à mettre la pression sur USA Network.
Le 8 août 2008 (08.08.08), une nouvelle opération baptisée Save The 4400: The Markeds pour sauver la série a été lancée par un groupe de fans (« la dream team »). Son objectif est de contacter 44 personnalités influentes des médias américains et leur demander de l'aide ; un DVD produit par les fans, comprenant un clip et un dossier de presse, leur est envoyé.[réf. nécessaire]
À partir de septembre 2015, une nouvelle opération est menée par de nombreux fans qui souhaitent faire revivre la série. Cette opération a été appuyée par le casting et l’équipe de la série. Une pétition en ligne demande au réseau Netflix, qui a mis à disposition les quatre saisons sur son réseau, de produire une suite à la série. Les producteurs, réalisateurs, scénaristes et de nombreux acteurs, tels Joel Gretsch, Billy Campbell, Jacqueline McKenzie, Garret Dillahunt, William Shatner, Chad Faust ou Laura Allen, ont apporté leur soutien. Une vidéo intitulée « Bring Back The 4400 » a notamment réuni certains acteurs de la série afin de promouvoir cette opération. Pour le moment, il n'y a pas eu de réponse de la part de Netflix sur la reprise éventuelle des 4400.
Le 12 septembre 2017, la série est retirée du catalogue Netflix.

## Livres
- The Vesuvius Prophecy, par Greg Cox, est le premier livre réalisé sur la série, il est sorti en juin 2008 aux États-Unis. L'histoire prend place durant la saison 3 et traite des visions de Maia sur l'éruption du Mont Rainier.
- Wet Work, par Dayton Ward et Kevin Dilmore, est le second livre sur la série. Il est sorti en octobre 2008 aux États-Unis. L'histoire prend place durant la saison 2. Tom et Diana pourchassent un membre du gouvernement qui utilise les pouvoirs de la promicine pour tuer des gens.
- Welcome to Promise City, par Greg Cox, est le troisième livre sur la série. Il est sorti en juillet 2009 aux États-Unis. L'histoire dépeint les évènements survenus après le final de la saison 4.
- Promises Broken, par David Mack, est le quatrième et dernier livre sur la série. Il est sorti en octobre 2009 aux États-Unis. L'histoire se passe après la fin de la saison 4 et conclut les évènements survenus dans le livre précédent, marquant la fin définitive de la saga des 4 400.

## Reboot
Un reboot de la série, 4400 est diffusé à l'automne 2021 sur le réseau The CW. La série ne connaitra qu'une seule saison. Patrick Flueger fait une apparition dans un épisode dans le rôle de Caleb (saison 1 épisode 12). 